# Juan de Castro
Juan de Castro (født 22. marts 1431 i Valencia, død 29. september 1506 i Rom) var en italiensk kardinal i den Katolske kirke.
Fra 1479 var han biskop i Agrigent, og blev af pave Alexander 6. den 19. Februar 1496 udnævnt til kardinal og den 24. februar 1496 til kardinalpræst i Sankt Prisca i Rom. Fra 6. november 1499 til 29. juli 1502 Apostolsk administrator af Slesvig Stift, og i 1504 biskop af Malta.